# 三笠野
三笠野（みかさの）は、大分県竹田市の銘菓。こし餡を小麦粉の生地を焼いた皮で包んだ三日月型の和菓子である。

## 概要
岡藩第10代藩主中川久貴が、奈良で売られていた燧焼（ひうちやき）に倣い作らせたものであると言われる。「三笠野」という名は、奈良の三笠山と春日野にちなんで久貴によって名付けられた。
同じく竹田銘菓である「荒城の月」と詰め合わせで販売されることも多い。
現在では、竹田市にある但馬屋老舗が製造・販売しており、本店で実演を見学したり、焼きたてを食べることができるとともに、新屋で「三笠野」づくりを体験して食べることができる。
但馬屋老舗の「三笠野」の箱の文字は、初代と親交のあった江戸時代後期の南画家、田能村竹田の版木によるものである
なお、竹田市の川口自由堂も「三笠野」を製造・販売する和菓子店だったが、原材料の高騰や後継者不在のため、2024年（令和6年）5月25日に閉店した。